# Meio a Meio - Vol. 4
Meio a Meio – Vol. 4 (ou simplesmente Vol. 4) é o primeiro álbum de estúdio (considerado como quarto álbum de toda a discografia) da banda Cavaleiros do Forró, lançado em 2005. Os vocalistas são Jailson Santos, Eliza Clívia, Ramon Costa e Neto Araújo. As músicas de destaque do álbum são Mar de Doçura, Avise a Ela, A Vontade Que eu Tenho e Não Pegue Esse Avião. O repertório do álbum, como o nome do álbum sugere, passa por uma divisão entre músicas românticas e músicas agitadas, tanto que existe uma faixa com o título Abertura II, modelo repetido no próximo álbum O Filme - Ao Vivo, de 2005. É o único álbum de estúdio da banda com Neto Araújo como vocalista principal.

## Curiosidades
- A canção Avise a Ela, apesar de reproduzida nos shows na voz de Neto Araújo, foi gravada nesse álbum com Arantes Rodrigues, apenas como participação especial. No álbum anterior, intitulado Nossa História, Nosso Acústico, Arantes já havia colocado a sua voz nessa canção. Hoje em dia, Arantes Rodrigues é backing vocal da cantora Simone Mendes, mas anteriormente do cantor Wesley Safadão.
- O álbum conta com 3 regravações de canções de outros artistas: Os Outros (de Kid Abelha), Pra Sempre (de Zezé Di Camargo & Luciano) e Doce Desejo (de Bruno & Marrone e Claudia Leitte)

## Faixas
| N.º            | Título                                                             | Compositor(es)                  | Vocal principal | Duração |  |
| 1.             | "Abertura"                                                         | Alex Padang                     |                 | 1:45    |  |
| 2.             | "Avise a Ela"                                                      | Padang Beto Caju Chrystian Lima | Arantes         | 3:56    |  |
| 3.             | "A Música do Dia"                                                  | Padang João Ribeiro             | Jailson         | 4:08    |  |
| 4.             | "Não Pegue Esse Avião"                                             | Ruan                            | Neto e Eliza    | 3:24    |  |
| 5.             | "Os Outros" (originalmente gravada por Kid Abelha)                 | Leoni                           | Eliza           | 3:22    |  |
| 6.             | "A Vontade Que Eu Tenho"                                           | Caju Lima                       | Eliza e Ramon   | 4:36    |  |
| 7.             | "Mar de Doçura"                                                    | Ribeiro                         | Eliza e Ramon   | 3:22    |  |
| 8.             | "Deixa de Loucura"                                                 | Ribeiro                         | Neto            | 3:58    |  |
| 9.             | "Pra Sempre" (originalmente gravada por Zezé Di Camargo & Luciano) | César Augusto Piska             | Ramon           | 3:35    |  |
| 10.            | "Porta A Fora"                                                     | Edu Luppa                       | Neto            | 3:27    |  |
| 11.            | "Fugindo do Seu Olhar"                                             | Ruan                            | Ramon           | 3:14    |  |
| 12.            | "Abertura II"                                                      | Padang                          |                 | 1:04    |  |
| 13.            | "Frete"                                                            | Padang                          | Jailson         | 2:46    |  |
| 14.            | "Doce Desejo (regravação de Bruno & Marrone com Claudia Leitte)"   | Bruno Felipe Falcão             | Jailson e Eliza | 3:33    |  |
| 15.            | "Mulher Eletricista"                                               | Padang João Ribeiro             | Jailson e Eliza | 2:57    |  |
| 16.            | "Ciúme"                                                            | Ribeiro                         | Jailson         | 3:42    |  |
| 17.            | "Iô-Iô"                                                            | Padang Ribeiro                  | Jailson e Eliza | 2:58    |  |
| 18.            | "Foi Você"                                                         | Kara Véia                       | Jailson e Neto  | 4:00    |  |
| 19.            | "Afogando A Minha Dor"                                             | João Caetano                    | Jailson e Ramon | 3:32    |  |
| 20.            | "Com A Corda Toda"                                                 | Luppa                           | Todos           | 3:06    |  |
| Duração total: | Duração total:                                                     | Duração total:                  | Duração total:  | 1:06:32 |  |